# Домовина у песмама
Домовина у песмама је југословенски кратки телевизијски филм из 1971. године који је режирао Славољуб Стефановић Раваси.

## Улоге
| Глумац                | Улога |
| --------------------- | ----- |
| Александар Берчек     |       |
| Марина Кољубајева     |       |
| Драган Максимовић     |       |
| Весна Малохоџић       |       |
| Милан Цаци Михаиловић |       |
| Драгана Мркић         |       |
| Марко Николић         |       |
| Огњанка Огњановић     |       |
| Чедомир Петровић      |       |
| Горан Султановић      |       |
| Слободанка Жугић      |       |